# Третя зміна (фемінізм)
Третя зміна, потрійний тягар, потрійна роль (англ. Triple shift, triple burden, triple role) ― це обов'язок жінок не тільки працювати, щоб заробляти гроші (перша зміна), а й виконувати низку неоплачуваної роботи: забезпечувати побут (друга зміна) та нести когнітивне навантаження (третя зміна). Поняття нерозривно пов'язане з обов'язком жінок постійно доглядати за собою для того, щоб підтримувати «товарний вигляд», що є складовою сексуальної об'єктивації.

## Історія виникнення поняття («друга зміна»)
Третя зміна походить з поняття другої зміни (також званої подвійним тягарем, подвійним днем, другою зміною і подвійним обов'язком) ― робочого навантаження жінок, які працюють для заробітку, але які також несуть відповідальність за значну кількість неоплачуваної домашньої праці. Це явище також відоме як друга зміна (англ. Second shift), як в однойменній книзі Арлі Хохшільд. У парах, де обидвоє мають оплачувану роботу, жінки часто витрачають значно більше часу, ніж чоловіки, на домашні справи і догляд за дітьми та хворими членами сім'ї. Цей результат багато в чому встановлюється внаслідок традиційних гендерних ролей, прийнятих суспільством з плином часу. Обмеження ринку праці також відіграють роль у визначенні того, хто виконує основну частину неоплачуваної роботи.
Вчені намагались задокументувати наслідки подвійного тягаря для пар, які опинилися в таких ситуаціях. У багатьох дослідженнях простежується вплив гендерного поділу праці, і в більшості випадків існує помітна різниця між часом, який чоловіки і жінки вносять в неоплачувану працю.

## Поняття «третя зміна»
Поняття третьої зміни ― термін феміністської теорії і психологічних теорій, які спираються на фемінізм.
Робота, яку виконують жінки, включає:
- репродуктивну роботу (хатня робота, догляд за дітьми і їхнє виховання, догляд за літніми та хворими, робота, пов'язана зі здоров'ям). Репродуктивну роботу виконують в основному жінки. Вона, не вважаючись в багатьох суспільствах «справжньою», вимагає багато часу та зусиль і значно втомлює.
- продуктивну роботу (офіційна зайнятість, робота на заробіток і їжу, включаючи працю на підприємствах неформального сектору, вдома або по сусідству).
- роботу з управління спільнотою (діяльність, яка в основному здійснюється жінками на рівні громади щодо надання та управління предметами колективного споживання).
- когнітивне навантаження. Деякі дослідники називають це ментальним навантаженням, інші описують як емоційну працю.

Домашня робота не має чіткого розмежування між відпочинком, вона не має початку і кінця, і в багатьох суспільствах жінки, як правило, працюють довше за чоловіків.

## Емоційне (ментальне) навантаження
Дослідження 2017 року в серії Modern Family Index (MFI), підготовлене на замовлення Bright Horizons Family Solutions, показало, що навіть попри те, що жінки неухильно набирають силу як годувальниці сімей, а чоловіки беруть на себе більше домашніх обов'язків з виховання дітей, ніж їхні батьки, жінки все ще несуть додатковий тягар: розумове навантаження. Матері, які мають роботу, яка є основним джерелом доходу їхньої сім'ї, також у 2-3 рази частіше керують домашнім господарством і розкладом дітей, ніж батьки-годувальники, і більш ніж на 30 % частіше за інших працюючих матерів піклуються про все, включаючи сімейні фінанси й організацію родинного відпочинку.
Дослідження показало, що концепція, широко відома як «ментальне навантаження», реальна і вимірна. Працюючі матері не тільки відповідають за половину своїх обов'язків з виховання та ведення домашнього господарства, але й організовують, нагадують і планують практично всі сімейні питання. Хатні обов'язки лише зростають, коли жінки приносять додому основне джерело доходу. У той час як 40 % сучасних сімей мають жінок-годувальниць: матері-годувальниці в три рази частіше, ніж батьки-годувальники, складають розклад своїх дітей і несуть відповідальність за відвідування ними заходів і зустрічей (76 % проти 22 %). У них в три рази більше шансів стати волонтерками в школі (63 % проти 19 %). Ймовірність виконання всіх сімейних обов'язків у них майже вдвічі вища (71 % проти 38 %).
Все це означає, що більшість жінок щодня служать не тільки в якості матері і опікунки для своїх сімей, але і в якості «менеджерок».

## Причини
Третя і друга зміни є наслідком комплексу причин, серед яких:
- Гендерна ідеологія, пов'язана з переконаннями про «належну» поведінку чоловіків і жінок. Традиційні гендерні ідеології сприяють подвійному і потрійному тягарю, тому що розглядають жінок як опікунок, а чоловіків як постачальників, і кожен гендер займає свою сферу впливу. «Одомашнення жінок» (за Роджерс): домашня ідеологія посилила ідентифікацію домашньої сфери і дому як місця жінки[4].
- Обмеження ринку праці. Попри розширення участі жінок у робочій силі, гендерний поділ праці зберігається. На ринку праці існує ряд обмежень для жінок, які сприяють подвійному і потрійному тягарю. Жінки непропорційно представлені в неформальній економіці і зосереджені на низькоякісних роботах за наймом.
- Соціальний тиск. Подвійний тягар, в тому числі, створюють такі соціальні проблеми, як економічне мислення, пов'язане з хатньою роботою, ідеї про чистий прибуток в сім'ї і стереотипи, що жінки частіше за чоловіків звертаються за декретною відпусткою (або мають так чинити).
- Політичний тиск. Політики зазвичай розглядають роботу тільки як оплачувану і не беруть до уваги взаємозалежність між неоплачуваною і оплачуваною роботою. Також часто вважається, що жінки приймають економічні рішення аналогічно чоловікам. Зазвичай це не так, тому що для чоловіків оплата ― це просто компенсація за витрачений вільний час. Проте жінки, працюючи в оплачуваному секторі, все ще втрачають гроші, бо їм доводиться виділяти кошти на домашню працю, яку вони не можуть зробити через зайнятість (клінінг, кулінарія, догляд за дітьми).

## Наслідки
Нерівномірний поділ праці за ознакою статі, заснований на вимогах гендеру, закріплює утиск жінок і не дозволяє їм повністю реалізувати свій потенціал і сповна користуватися правами людини. Обмеження жінок приватною сферою не дозволяє їм займатися іншою економічною діяльністю. Вважається, що потрійний тягар, з яким стикаються жінки в результаті їхньої потрійної ролі в суспільстві, є серйозною перешкодою для розширення економічних прав та можливостей жінок.

## Критика
У документі, що відкидає статистику Європейського фонду поліпшення умов життя і праці як «основного джерела тенденційної полеміки щодо несправедливого тягаря жінок і гендерної нерівності», стверджується, що ідея подвійного тягаря є міфом, і замість цього робиться висновок про те, що «в середньому жінки і чоловіки по всій Європі проводять однакову загальну кількість продуктивного робочого дня, після того як оплачувана робота і неоплачувана робота по дому сумуються ― приблизно вісім годин на день».